# Niemenczyn (gmina)

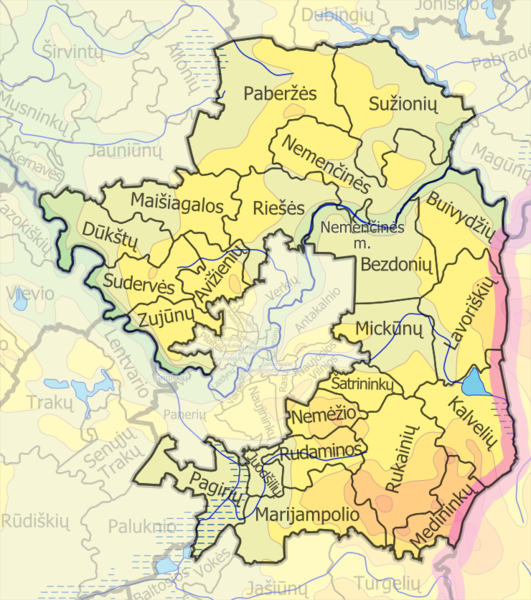
Gmina na mapie rejonu

Gmina Niemenczyn (lit. Nemenčinės seniūnija) – gmina w rejonie wileńskim okręgu wileńskiego na Litwie, z siedzibą w Niemenczynie, który nie wchodzi w skład gminy, stanowiąc osobną gminę miejską.

## Skład etniczny (2011)
Według spisu z 2011 roku.
- Polacy – 65,5%
- Litwini – 20,9%
- Rosjanie – 7,0%

## Miejscowości
W skład gminy wchodzi 85 wsi i 22 kolonie. Miejscowości w gminie Niemenczyn:
| - Androniszki - Baryliszki - Bawirsza - Bernaty - Bolesławowo - Borunele - Cegielnia Padziuńska - Chrześcijaniszki - Czerwony Dwór - Dasiańce - Dejlidany - Dejlidziszki - Gajluniszki - Gajówka Wiżulańska - Garniszki - Garnopoliszki | - Giria - Gowsztany - Grusztele - Hajdaniszki - Halinowo - Hamernia - Jankieluńce - Jankuniszki - Jegliniszki - Jęczmieniszki - Jodoziory - Kabele - Kabiszki Małe - Kabiszki Wielkie - Karklino - Kiełnobrydzie | - Kołnota I - Kołnota II - Kołnota IV - Kołnota V - Kołnota VII - Korweliszki - Krywołowża - Krzczeniszki - Kukawka - Kukuciszki - Kunciszki - Lepołaty - Lubeliszki - Lucjany - Martyszuny | - Maziulaniszki - Mielany - Mieszkańce - Miłejki - Miszkinele - Miszkińce - Młynek Czerwonodworski - Moskaliszki - Murowanka - Naruźlany - Niemenczynek - Nowosada - Nowosada Drużylska - Nowy Szynk - Okowity | - Padziuny - Parczew - Paszkiejcie - Pietkieliszki - Pilakolnia - Pokraugła - Poniemencza - Prudeliszki - Pruszanka - Puchliszki - Puczkałówka - Pupiniszki - Purnuszki - Purnuszki Małe - Radziule | - Radziwoniszki - Raguny - Rapa - Raudonė - Rezy - Rogówka - Różyszki - Rudowsie - Ryšininkas - Santoka - Serwidziszki - Skleryszki - Sobole - Stankowszczyzna - Stolarnia | - Strapa - Strypuny - Szarkiszki - Szlomiszki - Ślesaryszki - Tuszczewle - Unieniszki - Waskańce - Wilcze Rojsty - Wojniszki - Zabłocie - Zacisze - Zahrebiszki - Żarniszki - Żukańce |

## Gminy partnerskie
- Kolbudy